# Intrapreneuriat
L'intrapreneuriat est, dans le domaine du management :
- soit le processus par lequel un ou plusieurs individus, en association avec une grande entreprise à laquelle ils appartiennent, créent une nouvelle organisation — cette organisation peut rester intégrée à l'entreprise ou être une spin-off (corporate venturing[1],[2] aboutissant à une filiale, une entreprise de sous-traitance, ou à une nouvelle activité réintégration dans une branche ou équipe existante, etc.)[3] ; le business development qui renvoie à l’accès à de nouveaux marchés et/ou à nouveaux produits ; des démarches d’innovation dans les produits, services ou l’organisation, selon Van de Ven et al. (1989)[4],[5] ;
- soit, de manière plus large et floue, l'ensemble des démarches et méthodes permettant d'introduire une gestion entrepreneuriale au sein d'une organisation[6], les salariés devenant des intrapreneurs[7], c'est-à-dire des entrepreneurs au sein même de l'organisation qui leur donne un certain degré d'autonomie et de responsabilité.

## Histoire
Le concept a des racines anciennes au sein des anciennes confréries d'artisans notamment, ou plus récemment au sein des bureaux d'études ou de conseil.
L'intraprenariat aurait été défini sous ce nom en 1976 par l'Américain Gifford Pinchot (en). Il est censé permettre à la grande entreprise de mieux susciter l'innovation et de saisir les opportunité, que son inertie naturelle laisserait passer sinon.
Il s'agit pour elle de profiter « de la déviance positive, individualiste et non programmable » d'individus dont certaines compétences créatives ne peuvent s'exprimer ou être perçues et valorisées dans le carcan et les routine de l'organisation classique d'une entreprise ou d'une collectivité.
En France, l’intrapreneuriat, au sein des organisations s’est surtout formalisé à partir des années 2010, pour rapidement se développer lorsque le contexte y était favorable, sur le plan tant théorique qu'empirique. Il est parfois associé à un tiers-lieu (exemples : iLab, Léonard, The Garage, Google Labs, l’Atelier, Innovation Factory, la Fabrique…) offrant « un ensemble de ressources, d’actions, de processus, d’outils managériaux et de formes organisationnelles mis en place pour favoriser l’adoption d’approches entrepreneuriales au sein d’entreprises établies ». Au sein d'EDF, pour montrer une volonté de sortir de la logique pyramydale de l'entreprise classique, on parle par exemple d'open innovation bottom-up et Hamel en 1999 évoquait des « Silicon Valley internes » ;
Au Québec, Canada, la Fondation des familles entrepreneuriales en collaboration avec La Caisse de dépôt et placement du Québec a mis sur pied l'Initiative intrapreneuriale, qui a pour mission de soutenir les familles entrepreneuriales au Québec et à travers le monde en invitant deux générations d’entrepreneurs à s’unir pour un avenir économique prometteur.

## Limite, critiques ou nuances
Selon Frédérique Blondel et al. (2023), cette approche repose sur des mythes entrepreneuriaux, en particulier car il est historiquement erroné que l’organisation empêche nécessairement le développement des innovations. Comme pour les travaux concernant l'entrepreneuriat et les startup, il ne faut pas se focaliser uniquement sur « les caractéristiques individuelles et les traits de personnalité des entrepreneurs », ces travaux ont recherché un illusoire « profil type » comme explication totalisante et satisfaisante, comme « métaphysique de l’action » entrepreneuriale. Toutefois, des recherches plus récentes, réalisées notamment dans la communauté francophone, soulignent bien la nature collective du processus entrepreneurial.
L'intraprenariat peut s'opposer  aux visions et aux indicateurs de performance ou de rentabilité à court ou moyen terme de l'entreprise concernant l'innovation ; il exige donc dans les grandes entreprises de créer et entretenir un équilibre délicat entre organisation et désorganisation, pour faire émerger l’innovation.

Selon Armand Hatchuel et al. (2009) 

« Invariablement, la thèse sous-jacente est que l’entreprise en tant qu’organisation structurée par l’efficience et la programmation des tâches ne permet pas, en tant que telle, l’émergence de l’innovation. Il faut alors renouer avec l’image classique de l’entrepreneur indépendant, mais que l’on projette cette fois dans le contexte interne de l’entreprise où il doit identifier des opportunités, trouver et assembler les ressources, développer son initiative pour tenter ensuite de la « vendre » à l’organisation (...) il est donc plus rigoureux de dire que la notion « d’intrapreneur » ne peut être précisée qu’en la situant dans un contexte organisationnel dans lequel elle se développe avec, contre ou malgré ce contexte. »

Son objectif ne peut être atteint quand les projets sont « de plus en plus en lien avec la ligne stratégique de l’entreprise. Les intrapreneurs répondent ainsi à des problématiques d’innovation pré-identifiées par le top management, ce qui restreint le champ d’action par définition large des entrepreneurs ». Il peut alors conduire ses pratiquants à une « schizophrénie individuelle et/ou organisationnelle » face aux  injonctions et logiques contradictoires et à un contrôle renforcé de l'entreprise bien que le message soi celui d'une plus grande liberté d'explorer des pistes nouvelles.

## Facteurs de réussite
Selon Les livres blancs (2021, 2022) d'une plate-forme Makesense dédiée à l’entrepreneuriat social, deux facteurs de réussite sont :
1. « Laisser vivre un dispositif au moins 3 ans pour avoir du recul sur les résultats. Les travaux de Makesense mettent en avant l’importance de laisser du temps – soit une liberté sur un temps donné – au dispositif intrapreneurial pour « faire ses preuves » et comprendre les apports de celui-ci[3] » ;
2. « Accepter l’échec comme faisant partie de l’apprentissage sur l’intégration des dispositifs intrapreneuriaux dans l’organisation notamment dans les démarches exploratoires[3]. »

Dans un livre sur « les processus d’innovation », Le Masson et al. (2006) proposent aux entreprises de passer du modèle R&D à un modèle en RID (recherche innovation développement) qui sous-tend une place et une attitude nouvelle accordées à la fonction d’innovation (ici distincte de la fonction recherche et du développement) et aux personnalités potentiellement sources d'innovation.

## Législation
Elle varie selon les pays.
En France, la législation française en matière d'intraprenariat est encore émergente : faute de statut spécifique reconnu, l'intrapreneur est comme tout salarié soumis au droit du travail, à la législation sociale et fiscale, et aux règles de propriété intellectuelle de leur entreprise.
- Le Code du travail stipule toutefois que les salariés ont le droit de participer à la vie de l'entreprise (ce qui peut inclure la possibilité de proposer des projets innovants)[15].
- La loi sur l'innovation et la protection de la propriété intellectuelle prévoit que les salariés peuvent être protégés par le droit d'auteur pour leurs créations réalisées dans le cadre de leur activité professionnelle[16].